# Plácido Galindo
Plácido Galindo (9 de março de 1906 - 22 de outubro de 1988) foi um futebolista peruano. Ele competiu na Copa do Mundo FIFA de 1930, sediada no Uruguai, se tornando o primeiro jogador da história das Copas a ser expulso aos 54 minutos, durante jogo válido pela primeira fase contra a Seleção Romena. O Peru terminou na décima colocação dentre os treze participantes.